# Neastacilla macilenta
Neastacilla macilenta är en kräftdjursart som först beskrevs av Hale 1946.  Neastacilla macilenta ingår i släktet Neastacilla och familjen Arcturidae. Inga underarter finns listade i Catalogue of Life.